# Problemes de gènere
Problemes de gènere (en anglès: Gender trouble. Feminism and the subversion of identity) és un llibre publicat el 1990 per la filòsofa Judith Butler que es considera un dels texts fundacionals de la teoria queer i del feminisme postmodern i postestructuralista.
Enquadrat en els debats de la tercera onada de feminisme, duu a terme una aproximació interdisciplinària (que pren en compte la teoria feminista, la filosofia postestructuralista, la psicoanàlisi i la teoria literària) a la polèmica sobre el gènere a la fi del s. XX, iniciant tot un seguit d'estudis que senten les primeres bases de la teoria performativa del gènere.
Butler, en el seu llibre i en la seua obra en general, assenyala la diferenciació entre «sexe» (mascle-femella) i «gènere» (home-dona), proposa la idea que el «sexe és a la natura el que gènere és a la cultura» i planteja que tant un com l'altre són constructes socioculturals del discurs i en els seus actes performatius.

## Estructura del llibre
El llibre es divideix en dos prefacis i quatre capítols. Dels prefacis, un va ser escrit l'any de publicació del llibre com a justificació del text i el segon el 1999 com a resposta a les crítiques rebudes.
Butler dedica els primers tres capítols a qüestionar les pressupòsits sobre els conceptes de sexe, gènere, desig i pràctica sexual com a elements configuradors de la identitat. També aborda les distintes visions teòriques que expliquen el fenomen de l'opressió sexual imposada als grups minoritaris i els seus efectes dins la cultura.

### Capítol 1. Subjectes de sexe-gènere-desig
Butler qüestiona la categoria de «dones» com a subjecte de la teoria i dels debats feministes, i afirma que respon a les mateixes estructures de poder instaurades pel patriarcat contra el qual les feministes lluiten. També planteja el fet que tant el gènere com el sexe són construccions creades en un espai, temps i entorn social concrets. És en aquest capítol quan planteja la seua hipòtesi: «aquest text continua esforçant-se per reflexionar sobre si és possible alterar i desplaçar les nocions de gènere naturalitzades i reïficades que sostenen l'hegemonia masculina i el poder heterosexista».

### Capítol 2. Prohibició, psicoanàlisi i la producció de la matriu heterosexual
Butler parteix de la idea del patriarcat amb què se cimenten algunes teories feministes que cerquen l'origen històric i antropològic de l'opressió de les dones. L'autora critica aquesta visió perquè és una autojustificació apriorística de l'opressió i perquè implica la defensa d'un ideal de construcció del futur que no existeix atès que les teories prèvies pressuposen que sexe i gènere són aspectes distints. Butler revisa la postura estructuralista de Claude Lévi-Strauss sobre la idea que el gènere es construeix sobre la preexistència d'una llei universal i vincula la mirada estructuralista sobre el tabú de l'incest amb la teoria psicoanalítica, ja que, per a la psicoanàlisi lacaniana, la prohibició (confirmada amb cada ingrés infantil a la cultura) reprimeix els desigs primordials d'incest i origina la configuració del gènere.

### Capítol 3. Actes corporals subversius
L'autora revisa algunes propostes sobre la manera en què es poden realitzar actes de subversió del sistema de poder imposat per la llei heteronormativa. A partir de la discussió amb Julia Kristeva, Jacques Lacan, Michel Foucault, Monique Wittig i les seues maneres d'entendre i proposar la subversió, Butler planteja una proposta per a palesar que les normes de gènere no són «causes» sinó «efectes» d'una sèrie d'actes performatius que, arran de la seua reiteració estilitzada, es constitueixen com a «naturals» en el discurs de poder, afirmant que amb la visibilització d'aquestes normes de gènere amb actes performatius es pot subvertir el discurs hegemònic dominant.

### Capítol 4. Conclusió: de la paròdia a la política
Davant la necessitat política del feminisme de constituir una categoria de subjecte «dones» per a realitzar l'acció subversiva concreta, Butler proposa que no cal partir de conceptes binaris com subjecte-objecte, ja que aquests són també constructes discursius. Afirma que la noció de subjecte es genera a partir de la reiteració, dotant de significació el subjecte, quan aquest no és un «acte fundador, sinó més aviat un procediment regulat de repetició». D'ací l'autora obté la seua proposta: si la significació es dona per repetició, afirma que és possible, desconstruint aquestes normes de gènere, subvertir-lo i desnaturalitzar-lo de manera que es visibilitze el seu caràcter de constructe. Ací inclou la funció de la paròdia del gènere com una demostració de la no-naturalitat del gènere, la qual cosa condueix a noves maneres d'efectuar l'acció política concreta: «La reiteració paròdica del gènere també presenta la il·lusió de la identitat de gènere com una profunditat no manejable i una substància interior. Conseqüència d'una performativitat subtil i políticament imposada, el gènere és un "acte", per dir-ho així, obert a divisions, a la paròdia i crítica d'un mateix o una mateixa, i a les exhibicions hiperbòliques del "natural" que, en la seua mateixa exageració, mostren la seua situació fonamentalment fantasmal». En acabant, proposa una nova manera d'entendre el gènere i la seua relació, tant amb el sexe com amb el subjecte, en què la divisió binària entre un i altres done pas a la seua comprensió inclusiva i no unívoca, que no forme part de la configuració normativa hegemònica heterosexual.

## Sexe i gènere com a constructes
Inscrita en els debats de la tercera onada del feminisme, Butler dedica gran part del llibre a qüestionar alguns termes que en el feminisme anterior es consideraven inqüestionables. Així, desmenteix la idea essencialista d'«el femení» com alguna cosa inherent a la dona, ja que afirma que en aquesta concepció encara binària del gènere el que es possibilita és que apareguen pràctiques excloents en el feminisme: «Tota teoria feminista que limite el significat del gènere en les pressuposicions de la seua pràctica dicta normes de gènere excloents en el si del feminisme, que sovint tenen conseqüències homofòbiques».
Partint de la idea que no hi ha res essencialment femení, l'autora qüestiona la relació aparentment natural que la llei heteronormativa ha imposat de sexe, gènere, desig i pràctica. Afirma que la suposició que un determinat sexe comporta un determinat gènere que, al seu torn, està determinat per un desig, el qual implica una pràctica sexual específica, és tot un constructe discursiu. Així, s'accepta com a normal el fet que si es naix amb genitals femenins, s'és de gènere femení, és a dir, dona, la qual cosa implica que el seu objecte de desig és un individu masculí. I no sols això sinó que és a partir d'aquest desig que aquest individu femení inicial realitzarà una determinada pràctica sexual, òbviament heterosexual. És aquesta lògica causal la que rebat Butler, i afirma que cap dels elements abans exposats està obligat a correspondre's d'aquesta manera amb els altres, sinó que és la construcció causal que fa la llei heteronormativa la que els postula com a elements units. També, i emprant aquest exercici de desconstrucció com a premissa, afirma al llarg de la seua obra que, si normalment s'ha entès que el gènere és una construcció cultural mentre que el sexe és biològic «de manera natural», la veritat és que tant un com l'altre formen part de construccions discursives i performatives que els caracteritzen i signifiquen en el món. Reprenent la premissa que Simone de Beauvoir planteja en El segon sexe que «la dona no naix, es fa», Butler la duu a l'extrem afirmant que tot el que envolta el gènere es fa en un espai, temps i col·lectivitat determinats.

## Possibilitat de subversió de la llei heteronormativa
Davant la pregunta de si hi ha algun mode de subvertir o evidenciar la manera en què tant el gènere com el sexe els construeix la llei heteronormativa, l'autora entaula un diàleg amb algunes postures anteriors que s'han dedicat a cercar maneres de subvertir aquest discurs hegemònic. Així, presenta la teoria semiòtica de Julia Kristeva, en què aquesta, partint de Jacques Lacan, estableix que la relació primària del nadó amb el cos matern és una font permanent de subversió dins del camp del simbòlic. Així, afirma que el semiòtic, que es troba inscrit en aquesta relació, manifesta la multiplicitat originària de la libido, per la qual cosa és una presència constant de tot allò que no és intel·ligible dins del normativitzat. Si bé Butler reconeix l'intent de proposta subversiva per part de Kristeva, li rebat el fet que està definint la subversió a partir de la condició que es mantinga el caràcter estable i la reproducció de la llei paterna.

## Acte performatiu

### Origen del concepte
La teoria de l'enunciat performatiu proposada pel filòsof del llenguatge John Langshaw Austin a How to do things with words planteja que tot acte de parla es dona en la mesura en què l'enunciació constitueix, per si mateixa, una certa acció. Açò vol dir que l'acte de parla és un fenomen alhora lingüístic i performàtic. Austin distingeix tres tipus d'actes dins d'un mateix acte de parla: l'acte locutiu (l'acte mateix de dir), l'acte il·locutiu (la intenció amb què es diu) i l'acte perlocutiu (l'efecte que la locució genera en el receptor). Tot acte de parla implica un acte locutiu i un d'il·locutiu: no pot donar-se l'un sense l'altre (no hi ha actes de parla només locutius o només il·locutius); en certes situacions lingüístiques, com en la persuasió, està en joc a més un acte perlocutiu. Així, supera el binomi postulat en les seues conferències entre enunciats constatatius i realitzatius. Els primers corresponen a emissions que només poden valorar-se en termes de veritat i falsedat (els enunciats dels quals s'ocupa la lògica); mentre que els segons són emissions que quan són emeses realitzen una determinada acció per si mateixes. Per exemple, quan un capellà diu «Els declare marit i muller» no sols enuncia el fet sinó que l'efectua, és a dir, abans de dir-ho els individus no estaven casats, i sí després. El concepte d'acte de parla d'Austin substitueix la distinció entre enunciats constatatius i realitzatius en la mesura en què, en acabant, qualsevol enunciat és tant un dir com un fer (fins i tot l'afirmació, és a dir l'enunciat constatatiu, implica un determinat fer: comprometre's davant l'interlocutor amb la veritat del que s'ha dit).

### L'acte performatiu en Butler
Pretén desnaturalitzar conceptes com el sexe, el gènere i el desig. Relaciona la capacitat performativa del llenguatge amb la configuració del gènere. Aquesta es dona primer en la metalepsi, és a dir, la forma en què el subjecte s'anticipa davant una essència (socialment construïda) del gènere. El que normalment prenem com a essència del gènere ho anticipem amb actes corporals. Butler explica que la repetició constant d'actes performatius consolida el que la llei heteronormativa construeix com a gènere. Llavors, el gènere és performatiu perquè s'aferma en un conjunt d'actes naturalitzats. L'acte performatiu, però, significa per a Butler el canal de subversió de l'heteronormativitat perquè abans de naturalitzar-se o d'adscriure's a la llei heteronormativa amb la repetició, l'acte obri la possibilitat a nous significats. El que Butler planteja per subvertir la visió binària de gènere és la realització de pràctiques paròdiques, iteratives, que amplien les possibilitats del gènere. Remarca que «trobar el mecanisme amb què el sexe esdevé gènere suposa precisar no sols el caràcter construït del gènere, la seua qualitat no natural i innecessària, sinó la universalitat cultural de l'opressió en termes no biològics».

## Butler i el queer
En el llibre Bodies that matter: on the discursive limits of sex, Butler dedica un capítol a qüestionar l'ús del terme queer. Primer posa l'accent en el seu origen, perquè «queer» sorgí en el si d'un col·lectiu homofòbic que volia denominar, despectivament, les pràctiques sexuals que consideraven «desviades» i patològiques: «El terme queer actuava com una pràctica lingüística amb l'objectiu d'avergonyir el subjecte que designa o produir un subjecte amb aquesta interpel·lació humiliant. La paraula queer adquireix la seua força precisament per la invocació repetida que acabà vinculant-la amb l'acusació, la patologització i l'insult». El que crida l'atenció de la teoria és la resignificació que sofrí el terme fins a ser semànticament positiu. El procés anterior és un exemple clar de la capacitat subversiva de l'acte performatiu, ja que les comunitats que no realitzen pràctiques sexuals normatives, amb l'apropiació d'una paraula que tenia com a fi la intimidació, generen un concepte d'identificació cultural i un posicionament polític.